# Uniross
Uniross è un'azienda fondata nel Regno Unito nel 1968 che produce batterie ricaricabili e caricabatterie con i nomi Encore, UltraLast ed Uniross. Attualmente ha sede a Parigi.
Nel 2006 ha acquisito la NABC (North American Battery Company) che ha uffici a San Diego (California) ed una fabbrica a Tijuana (Messico).